# Caso City of Richmond v. J.A. Croson Co.
City of Richmond v. J.A. Croson Co. (1989), foi um caso no qual a Suprema Corte dos Estados Unidos considerou inconstitucional o programa de retirada de terras para minorias de Richmond, Virgínia, que dava preferência a empresas de negócios minoritários (Minority business enterprise, MBE) na adjudicação de contratos municipais, era inconstitucional ao abrigo da Cláusula de proteção igualitária. A corte considerou que a cidade não identificou a necessidade de ação corretiva e que outros remédios não discriminatórios seriam insuficientes.